# Stella Pepper
Stella Pepper (* 25. April 2004 in München) ist eine deutsche Schauspielerin.

## Leben
Stella Pepper wurde 2004 als Tochter einer Deutsch-Brasilianerin und eines US-Amerikaners in München geboren. Sie lebt heute, nach Stationen in Hamburg und Amsterdam, in Frankfurt am Main. Sie ist bekannt als Werbe-Model und Filmschauspielerin: Im sechsten Teil der Wilde-Kerle-Filmreihe von Joachim Masannek, Die wilden Kerle – Die Legende lebt! (2016), verkörperte Stella Pepper die weibliche Hauptrolle der „Müller“.
Pepper wurde Ende 2016 in Amsterdam im Vereinsfußball aktiv und spielt aktuell für Eintracht Frankfurt. Am 10. September 2018 gab sie ihr Debüt für die U15. Ihr U17-Debüt folgte am 12. Oktober 2019 in der B-Juniorinnen-Bundesliga Süd.

## Filmografie (Auswahl)
- 2016: Die wilden Kerle – Die Legende lebt!
- 2020: Madison